# Montalbano (monte)

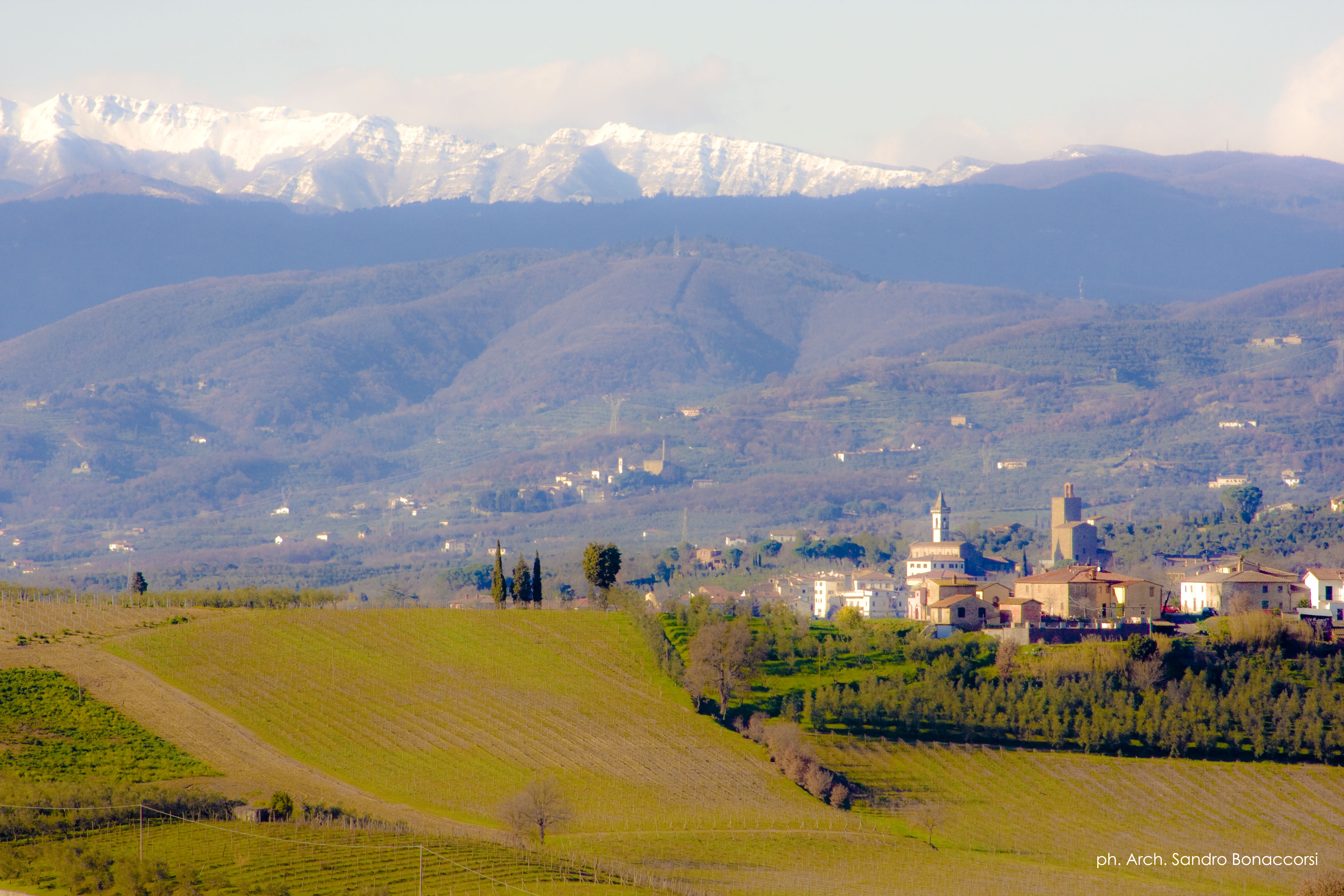

Il Montalbano o Monte Albano è una catena montuosa che si estende per 16 000 ettari tra le province di Pistoia, Prato e Firenze, nei territori dei comuni di Serravalle Pistoiese, Monsummano Terme, Larciano, Lastra a Signa, Lamporecchio, Quarrata, Carmignano, Poggio a Caiano, Signa, Montelupo Fiorentino, Capraia e Limite, Vinci e Cerreto Guidi.

## Geografia
Il sistema collinare e montuoso separa il Valdarno superiore e la piana di Firenze-Prato-Pistoia dal Valdarno inferiore e raggiunge l'altezza di 641 m s.l.m. con la sua cima più alta, Il Cupolino. Si stacca dall'Appennino al passo di Serravalle Pistoiese (182 m s.l.m.) e giunge sull'Arno presso la strettoia della Gonfolina in cui il fiume scorre tra due sponde scoscese. Il rilievo è delimitato da un lato dal bacino dell'Arno (Valdarno inferiore), che da Lastra a Signa raggiunge Empoli, e dall'altro dal bacino del suo affluente Ombrone pistoiese.
Il Montalbano è caratterizzato da un sistema di colli adiacenti l’uno all’altro, degradanti con pendii piuttosto dolci fino alle pianure che lo circondano ad sud-ovest e ad nord-est. Tuttavia non mancano numerosi avvallamenti piuttosto scoscesi la cui presenza ha influito sulla carenza di viabilità moderne di attraversamento.
La dorsale del Montalbano è costituita da formazione di macigno. Infatti nei secoli scorsi sono state attive alcune cave di pietra serena, la più importante delle quali è stata aperta fino a pochi anni fa in località Stazione di Carmignano, presso la strettoia della Gonfolina.

### Clima e vegetazione
L'unica stazione meteorologica (escludendo quelle amatoriali) presente nella zona del Montalbano è in località Castelmartini, nel comune di Larciano, peraltro posta in pianura, a soli 23 m sul livello del mare. Data la scarsità di serie climatologiche presenti sul territorio, è difficile potere stabilire un profilo climatico attendibile del Montalbano stesso. L'impressione generale, favorita anche dalla vegetazione antropica, è che la parte bassa e i versanti esposti a sud-ovest abbiano un clima relativamente mediterraneo, mentre le quote più alte e i versanti esposti a nord-est abbiano un clima submontano (sottotipo del clima temperato, secondo Köppen) con un periodo siccitoso estivo coincidente con il massimo delle temperature e il minimo delle precipitazioni. Nella tradizionale classificazione fitoclimatica di Aldo Pavari, la parte medio-bassa del Montalbano rientra nella zona del Lauretum (sottozona medio-fredda) e il crinale nel Castanetum (sottozona calda). Le fonti climatologiche e bioclimatologiche più recenti non concordano sulla classificazione precisa, dovuta anche al fatto che il territorio in questione si trova nella zona d'interferenza tra dominio centroeuropeo (orizzonte delle caducifoglie) e mediterraneo (orizzonte delle sclerofille sempreverdi). Per Bagnouls e Gaussen si trova nel bioclima mesomediterraneo attenuato, per Salvador Rivas Martínez nel bioclima temperato oceanico submediterraneo.
La vegetazione che caratterizza il Montalbano è quella tipica degli ambienti collinari mediterranei. Sul crinale sono presenti boschi governati a ceduo di castagni, lecci, cerri e roverelle, fino a un passato recente intervallati da ampi prati pascolo e altre seminative. Alle quote più basse vi sono invece coltivazioni a carattere intensivo soprattutto di vite e ulivo che danno produzioni di qualità.

## Storia e luoghi d'interesse

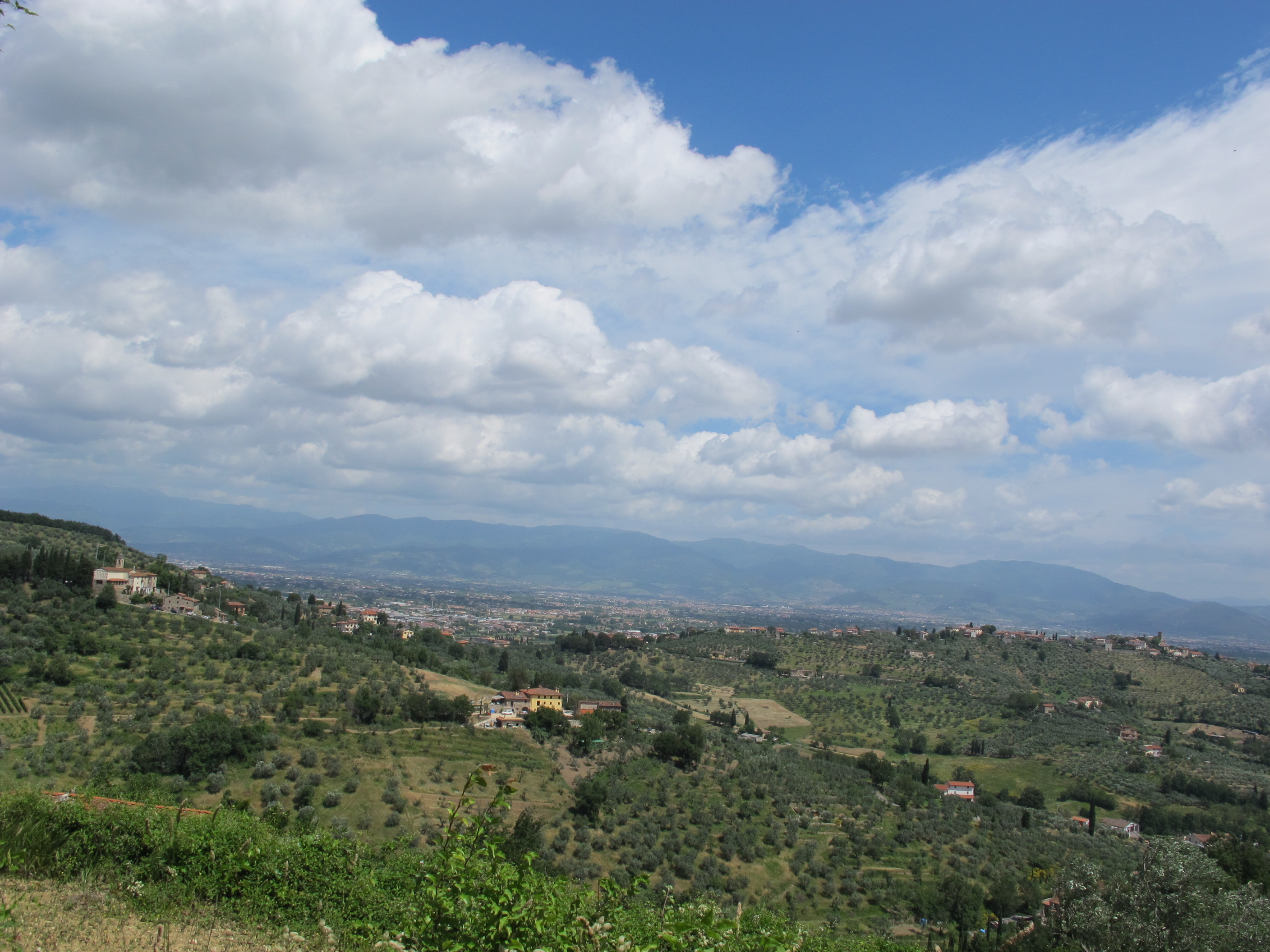
Veduta dal Montalbano verso Quarrata

Il Montalbano meridionale è stato interessato dalla presenza umana fino dal Paleolitico, anche se le tracce rimaste sono piuttosto scarse (ad esempio l'insediamento di Poggio alla Malva, ed altri sul versante di ponente verso l'Arno). Tale area vicina alla Gonfolina dovrebbe aver rappresentato in vari periodi, anche medioevali, una privilegiata zona di guado dell'Arno, anche perché naturale confluenza di percorsi collinari sulle due sponde. La presenza di una città etrusca ad Artimino rende ancora più evidente l'importanza di quest'area per i rapporti nord-sud, tra Toscana centrale e Toscana sub-appenninica forse ad un livello non soltanto locale.
Nella zona sono infatti numerose le testimonianze etrusche, soprattutto nell'area attorno Comeana  dove sono state rinvenute varie tombe (Tumulo di Montefortini e Tombe di Boschetti), ad Artimino, con i resti di un importante centro urbano (uno dei pochissimi a nord dell'Arno), di un'area sacra e della necropoli di Prato Rosello, e in altre località in parte ancora da indagare (ad esempio un'area sacra sul crinale a Pietramarina).
La posizione particolare tra Pistoia, Prato e Firenze, e le caratteristiche ambientali tra pianura e collina, hanno avuto un peso determinante nell'evoluzione storica della zona, soprattutto nel XIII secolo. L'area infatti, fin dall'alto medioevo, faceva parte quasi interamente del contado pistoiese ed era munita di un vasto sistema di castelli e fortificazioni, non tutte rimaste. Il sistema difensivo pistoiese, infatti, faceva perno proprio sul Montalbano con i castelli di Serravalle, Monsummano Alto, Montevettolini, Larciano, Cecina, Lamporecchio, Vinci, Tizzana, Carmignano, Artimino, Capraia. Tra il XIII ed il XIV secolo tutto il territorio del Montalbano fu terreno di scontro tra Firenze, Pistoia e Lucca e teatro delle imprese di Castruccio Castracani, fino al completo predominio di Firenze.
Del periodo medievale sono caratteristici il borgo di Artimino, il castello di Larciano e numerose pievi e chiese sparse nella campagna, tra cui la pieve di San Leonardo presso Artimino, l'abbazia di San Martino in Campo, la chiesa di San Giusto al Pinone, la chiesa di San Baronto.
In epoca rinascimentale, nel XVI secolo, Il Montalbano divenne luogo di svago preferito dei Medici. I vari granduchi usarono il Montalbano come una riserva di caccia, e vi edificarono ville poste sui margini del rilievo (a parte quella di Artimino che si trova addirittura sul crinale). Le più importanti sono: 
- la villa di Poggio a Caiano circondata da un parco che alterna giardini all'italiana e all'inglese, presenta sontuosi interni con affreschi e mobili d'epoca;
- la villa La Magia sorge alle pendici del Montalbano, costruita dal granduca Francesco I de' Medici,come riserva di caccia.
- la villa di Artimino, nei cui sotterranei è allestito un museo archeologico. Soprannominata villa dei cento camini, custodiva al suo interno la celebre raccolta delle lunette dipinte da Giusto Utens alla fine del Cinquecento che raffiguravano le numerose ville possedute all'epoca dai Medici: l'intera raccolta è attualmente custodita nel capoluogo toscano presso il Museo Firenze com'era.

L'area di crinale del Montalbano era inclusa nell'immensa riserva di caccia granducale, denominata Barco reale, che aveva come centro funzionale la villa di Artimino, ma che si inoltrava verso le altre dimore medicee della Villa di Poggio a Caiano, della Magia presso Quarrata e di Montevettolini.
Spesso il grande Barco mediceo viene confuso con il piccolo Barchetto della Pineta  o con un piccolo boschetto presso Poggio a Caiano anch'esso denominato Barco o Bargo mediceo di Bonistallo sul versante nord della collina di Bonistallo, senza alcun rapporto storico con il primo se non per la comune destinazione venatoria a cui li avevano destinato i vari granduchi.

## Produzioni
Numerose sono inoltre le fattorie storiche della zona che producono attualmente olio e vino, tra cui la tenuta di Capezzana e la fattoria di Artimino. La zona del Montalbano è vocata alla produzione di vini rossi, tra i quali il Carmignano DOCG, a base di Sangiovese e Cabernet franc (la cosiddetta uva francesca), il Chianti Montalbano DOCG e il Barco Reale DOC.  Tra i vini particolari prodotti vi sono il Vin Santo di Carmignano e il Vin Ruspo.
In particolare il suo olio extravergine di oliva può essere denominato IGP Toscano menzione Montalbano nel rispetto dell'area geografica e dei parametri qualitativi imposti dal disciplinare del Consorzio per la tutela dell'Olio Extravergine di Oliva Toscano IGP.  La menzione geografica aggiuntiva “Montalbano” è riservata all'olio extravergine di oliva “Toscano” che viene ottenuto dalle seguenti varietà presenti, da sole - o congiuntamente, negli oliveti fino al 100%: Leccino, Moraiolo, Frantoio, Pendolino, Rossellino, Piangente e loro sinonimi. La zona di produzione delle olive destinate alla produzione dell'olio extravergine di oliva a indicazione geografica protetta “Toscano di Montalbano” comprende, nell'ambito del territorio amministrativo della provincia di Pistoia, provincia di Prato e Firenze, in tutto o in parte i territori olivati ricadenti nei confini amministrativi dei comuni di: Capraia e Limite, Carmignano, Cerreto Guidi, Fucecchio, Lamporecchio, Larciano, Monsummano Terme, Poggio a Caiano, Pistoia, Quarrata, Serravalle Pistoiese, Vinci.
Nelo specifico tale zona è così delimitata: Da una linea che partendo da un punto a nord sul torrente Stella, in località Stazione di Masotti del Comune di Serravalle Pistoiese, prosegue in direzione sud-est fino alla confluenza del torrente Ombrone in località Poggetto, nel comune di Poggio a Caiano; segue quindi lo stesso torrente Ombrone fino alla sua confluenza nel fiume Arno. La linea prosegue in direzione ovest lungo il fiume Arno dalla Stazione ferroviaria di Carmignano fino alla località San Pierino nel comune di Fucecchio; quindi prosegue in direzione nord lungo la strada comunale per Massarella fino al Canale Maestro in località Ponte del Burelle, quindi prosegue sempre in direzione nord lungo lo stesso Canale Maestro fino alla confluenza in esso del fiume Nievole in località Porto dell'Uggia. Da qui prosegue ancora verso nord lungo lo stesso fiume Nievole fino alla località di Ponte di Serravalle. Quindi continua in direzione nord-est lungo la strada statale N. 435 fino a congiungersi in località Masotti con il torrente Stella, punto dal quale la delimitazione ha avuto inizio.
extravergine di oliva Toscano.